# Wyżyna Lotaryńska

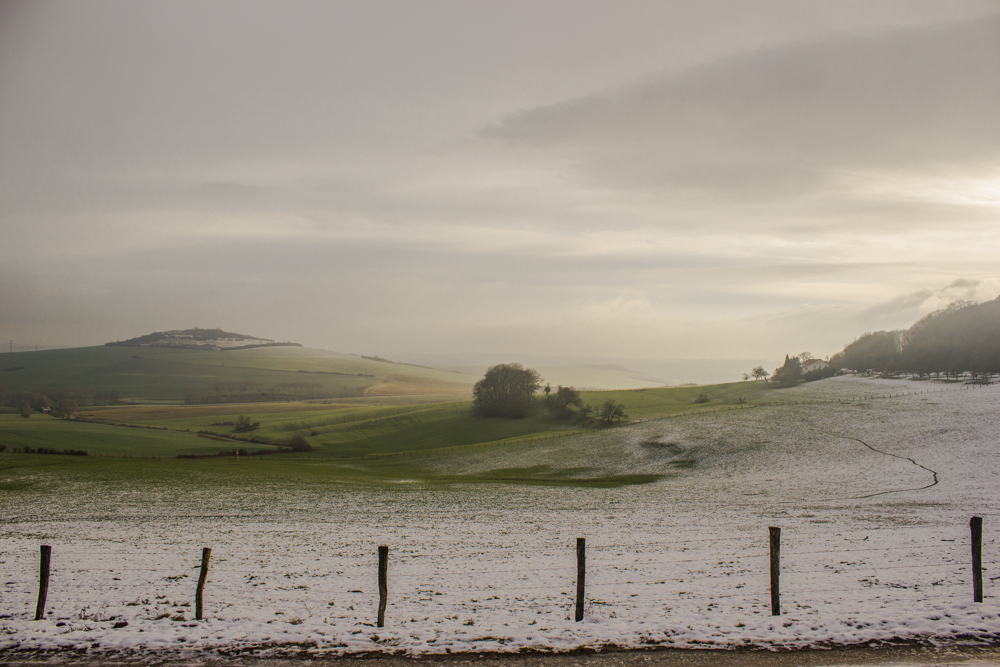
Wyżyna Lotaryńska (widok w kierunku Amance)

Wyżyna Lotaryńska (fr. Plateau lorrain, niem. Lothringer Stufenland) – wyżyna na terytorium Francji, Luksemburga i Niemiec. Jest wschodnią częścią Basenu Paryskiego. Od wschodu ograniczają ją Wogezy (w tym Las Palatynacki), od zachodu Ardeny i krasowe tereny Szampanii. Wyżyna stopniowo wznosi się ku Wogezom, jest zbudowana z triasowych wapieni, osiąga wysokości 200–400 m n.p.m. Cechuje ją klimat kontynentalny z wpływami oceanicznymi. Rosną na niej lasy dębowe, bukowe i iglaste.